# Borissowo (Kaliningrad)
Borissowo (russisch Борисово, deutsch Kraussen) ist ein Ort im Moskauer Rajon, einem Stadtbezirk der russischen Stadt Kaliningrad (Königsberg (Preußen)) in der Oblast Kaliningrad (Gebiet Königsberg).

## Geographische Lage
Borissowo liegt acht Kilometer südöstlich des Stadtzentrums von Kaliningrad (Königsberg (Preußen)) in einem in den Rajon Gurjewsk (Kreis Neuhausen) hineinragenden Landzipfel und ist von der russischen Fernstraße A 196 (ehemalige deutsche Reichsstraße 131) aus zu erreichen. Die nächste Bahnstation ist Lugowoje (Gutenfeld) an der Bahnstrecke von Kaliningrad über Gussew (Gumbinnen) nach Litauen, einem Teilstück der ehemaligen Preußischen Ostbahn.

## Geschichte
Das ehedem Kraussen (1425 Crawsyn, nach 1785 Craußen, nach 1871 Craussen, nach 1905 Kraußen, 1933 bis 1946 Kraussen) genannte Dorf erfuhr im Jahre 1425 seine Gründung. Von 1874 bis 1945 war der Kraußen in den Amtsbezirk Steinbeck (heute russisch: Rybnoje) eingegliedert, der zum Landkreis Königsberg (Preußen) (1939 bis 1945 Landkreis Samland) im Regierungsbezirk Königsberg der preußischen Provinz Ostpreußen gehörte. Im Jahre 1910 zählte Kraußen 233 Einwohner.
Am 30. März 1920 vergrößerte sich die Landgemeinde Kraußen um den nordwestlich gelegenen Gutsbezirk Kraussenhof, der hierher eingemeindet wurde. Am 25. März 1993 wurde Kraußen in Kraussen umbenannt. Im gleichen Jahr zählte der Ort 277 Einwohner, nur sechs Jahre später lebten hier am Stadtrand von Königsberg (Preußen) 1.523 Menschen.
Im Jahre 1945 kam das nördliche Ostpreußen und somit auch Kraussen zur Sowjetunion. Das Dorf erhielt die russische Bezeichnung „Borissowo“ und ist seit 1993 eine „Siedlung“ (russisch: possjolok) im Moskauer Rajon (Stadtbezirk Moskau) der Stadt Kaliningrad (Königsberg).

## Kirche
Die vor 1945 mehrheitlich evangelische Bevölkerung Kraussens war in das Kirchspiel Steinbeck-Neuendorf (russisch: Rybnoje-Rschewskoje) eingepfarrt. Es gehörte zum Kirchenkreis Königsberg-Land I innerhalb der Kirchenprovinz Ostpreußen der Kirche der Altpreußischen Union. Letzter deutscher Geistlicher war Pfarrer Viktor Felix Reiß.
Heute liegt Borissowo im Einzugsbereich der evangelisch-lutherischen Auferstehungskirche in Kaliningrad (Königsberg). Sie ist die Hauptkirche der neu gebildeten Propstei Kaliningrad der Evangelisch-lutherischen Kirche Europäisches Russland (ELKER).

## Sohn Kraußens
- Erhard Riemann (1907–1984), deutscher Volkskundler und Hochschullehrer